# Diccionario del español actual
El Diccionario del español actual (DEA) es una obra de la lexicografía española creada y dirigida por Manuel Seco, Olimpia Andrés y Gabino Ramos donde se establece una recopilación muy extensa del vocabulario y léxico perteneciente a la época de publicación (1970-1999). Se imprimió por primera vez en 1999 en Madrid, aunque empezó su búsqueda de información hacia los años 70 y fue desarrollado por la editorial Aguilar. Segunda edición 2011. Tercera edición 2023 online por Fundación BBVA.

## Autores
Manuel Seco (director de la obra), Olimpia Andrés y Gabino Ramos terminaron el trabajo de documentación y redacción en 1999. En 2004,presentaron el Diccionario fraseológico documentado del español actual: Locuciones y modismos españoles, una continuación del anterior y que incluye más de 16000 locuciones, muchas más con respecto a la versión anterior.

## Organigrama de trabajo
| Organigrama de trabajo    | Personas implicadas                        |
| ------------------------- | ------------------------------------------ |
| Proyecto y dirección      | Manuel Seco                                |
| Redacción                 | Olimpia Andrés y Manuel Seco               |
| Documentación             | Gabino Ramos, Olimpia Andrés y Manuel Seco |
| Diseño de composición     | Carlos Domínguez                           |
| Composición y maquetación | Carlos Domínguez y Elena Hernández         |
| Corrección                | María Teresa de Unamuno y Gabino Ramos     |

## Contenido
El diccionario, como se ha expresado con anterioridad, fue desarrollado sobre un corpus lexicográfico recopilado durante 30 años y, según las citas de las entradas del diccionario, en concreto, se produce en el periodo de tiempo comprendido entre 1955-1993. Además, esta recopilación se establece sobre la lengua escrita y manifestada en diferentes documentos y, en raras ocasiones, sobre la lengua hablada, debido a la inestabilidad de la producción oral. Una de las características más destacables de esta obra es que la lista de acepciones o palabras utilizadas para su elaboración, pese a denominarse "español actual", está referido únicamente al lenguaje español de España, sin contar con el léxico del resto de países hispanohablantes y sus variaciones dialectales. En ocasiones, se hace referencia a americanismos de manera aislada dentro del diccionario debido a que muchos autores utilizaban este tipo de términos a menudo.
El diccionario está dividido en cinco partes en diferenciadas donde se trabajan distintos puntos propios de cualquier obra lexicográfica como pueden ser: la macroestructura, la hiperestructura y la microestructura. De esta manera, encontramos estos apartados:
- Preámbulo (Hiperestructura): en este apartado se establece el motivo exacto por el que Manuel Seco comienza la elaboración de este diccionario. Previo a este diccionario, el español carecía de una recopilación de léxico con base científica tan desarrollada como la que se establece aquí. Por ello, en este capítulo aprovecha el autor para expresar dicha necesidad y, además, para explicar todo el proceso emprendido para la elaboración del diccionario.
- Características del diccionario (Macroestructura): trata de destacar las peculiaridades del diccionario. De esta manera se ahonda sobre la cuestión innovadora del propio diccionario, debido a que lleva a cabo una recopilación de nuevos términos (segunda mitad del siglo XX) y aprovecha para equiparar los planos léxico, semántico y sintáctico. Además establece una serie de datos cuantitativos como los siguientes: 4.600 páginas, 75.000 entradas y más de 1.600 obras referenciadas para su desarrollo.
- Guía del lector (Hiperestructura): aquí se desarrollan las instrucciones de manejo del diccionario. A su vez, divide su contenido en cuatro partes. En primer lugar, "las palabras del diccionario" donde se enumeran las palabras y los motivos por los que se han elegido unos términos u otras. En segundo lugar, "estructura del diccionario" se establece un repositorio sobre el tipo de artículos, locuciones, etc. En tercer lugar, "estructura de los artículos", como bien explica su nombre, muestra la organización del contenido y cómo se encuentran distribuidas las acepciones. Por último, "estructura de las acepciones", establece todo lo referido a las acepciones.
- Conjugación de los verbos (Hiperestructura).
- Textos citados (Hiperestructura).[2]

La especialidad y por lo que destaca realmente este diccionario es por la gran información que se da en cada entrada. Se establecen grandes cantidades de datos de tipo semántico, gramatical y pragmático. Además, como en todos los diccionarios, la parte más importante es la referida a las definiciones (microestructura)  y el tratamiento de las acepciones, así como la información otorgada en cada caso y según las características propias del tipo de palabra al que se refiere. En cuanto a este tema, se pueden establecer una serie de tipos de definiciones que utiliza a lo largo del desarrollo del diccionario según la forma y el tipo de información que ofrecen además de su independencia contextual. Así se diferencian:
- Definición clásica: es la más utilizada en todos los diccionarios. Este tipo de definición usa el descriptor genérico de aquello que se quiere definir acompañado de una serie de datos específicos como puede ser el género. Ejemplos:

- "cabalero -ra m y f (reg) Pers. asociada a la comunidad doméstica, pero que no pertenece a la familia".
- "cabalgador -ra m y f P ers. que cabalga".
- Definición explicativa: este tipo no cuenta con información lexicográfica como tal, sino que se basa en explicaciones relacionadas con un contenido más histórico-enciclopédico. Ejemplo:

- "cábala 3 Corriente mística hebrea, nacida en la Edad media, en la que se cultiva un arte de adivinación basada en la interpretación de determinadas figuras, letras y números".
- Definición por comparación: en este caso establece las similitudes entre algún conocimiento adquirido con el fin de establecer una relación de significado con un término pasado o anticuado. Ejemplo:

- "tábano Insecto semejante a la mosca, pero de mayor tamaño, que produce fuertes picaduras (gén. Tabanus)".

## Reedición
Según Manuel Seco Reymundo "el léxico de una lengua es inmenso e inabarcable, por ello, es imposible recoger todas y cada una de las unidades fraseológicas de una lengua, por este motivo, mi obra debe entenderse como un `inventario fiable´". Tras el desarrollo del Diccionario del español actual, a los pocos años debido al éxito y utilidad de su obra, Manuel Seco optó por desarrollar una nueva recopilación de unidades fraseológicas, modismos y locuciones utilizando el corpus ya almacenado para la obra anterior.
De esta manera, surgió el Diccionario fraseológico documentado del español actual: locuciones y modismos. Este diccionario fue publicado en Madrid en 2004 por la misma editorial, Aguilar, pero, en este caso, en colaboración con Santillana. De esta obra se puede destacar que lo más novedoso y fundamental que incluye es el gran desarrollo y descripción detallada de todas y cada una de las unidades fraseológicas que se tratan. Además, sumado a toda la información otorgada en la versión previa, establece una separación clara de los distintos tipos de locuciones y unidades para, de esta manera,  que la navegación literaria dentro del diccionario sea sencilla e intuitiva. Además, en este sentido, se establece la siguiente clasificación: "locuciones en sentido estricto, locuciones en sentido amplio, fórmulas oracionales y fórmulas expletivas".